# Direct Blue 6
Direct Blue 6 ist ein Disazofarbstoff aus der Gruppe der Direktfarbstoffe, der unter anderem im Textilbereich zum Färben verwendet wird.

## Darstellung
Direct Blue 6 erhält man durch Tetrazotierung von Benzidin mit Natriumnitrit in Gegenwart einer Mineralsäure und Kupplung des Diazoniumsalzes unter alkalischen Bedingungen auf zwei Äquivalente H-Säure.

## Eigenschaften
Direct Blue 6 ist als krebserregendend bekannt. Die Azogruppen des Farbstoffs werden im Organismus reduktiv gespalten. Dadurch wird Benzidin freigesetzt, das Blasenkrebs induzieren kann.

## Regulierung
Azofarbstoffe auf der Basis von Benzidin wurden in der BRD nur bis 1971 hergestellt oder vermarktet. 1974 wurde von der ETAD, einem internationalen Verband von Herstellern organischer Farbmittel, beschlossen, sich dem Verzicht auf die Herstellung und Vermarktung dieser Farbstoffe anzuschließen.
Da Direct Blue 6 im Organismus Benzidin freisetzen kann, besteht nach der Bedarfsgegenständeverordnung ein Verwendungsverbot für Textil- und Ledererzeugnisse, die längere Zeit mit der menschlichen Haut oder der Mundhöhle direkt in Berührung kommen können.
Über den The Safe Drinking Water and Toxic Enforcement Act of 1986 besteht in Kalifornien seit 1. Januar 1988 eine Kennzeichnungspflicht, wenn Direct Blue 6 in einem Produkt enthalten ist.

## Externe Links zu erwähnten Verbindungen
1. ↑  Externe Identifikatoren von bzw. Datenbank-Links zu Direct Blue 6 (freie Säure):  CAS-Nr.: 16780-28-2, PubChem: 17450, ChemSpider: 22890427, Wikidata: Q51617477.

Die in diesem Artikel angezeigten Farben sind nicht farbverbindlich und können auf verschiedenen Anzeigegeräten unterschiedlich erscheinen.

Eine Möglichkeit, die Darstellung mit rein visuellen Mitteln näherungsweise zu kalibrieren, bietet das nebenstehende Testbild (nur bei nativer Anzeigeauflösung und wenn die Seite nicht gezoomt dargestellt wird):